# Kurt Hamrin
Kurt Roland Hamrin (tiếng Thụy Điển: [ˈkɵʈː hamˈriːn]; 19 tháng 11 năm 1934  –  4 tháng 2 năm 2024) là một cựu cầu thủ bóng đá Thụy Điển. Ông là một trong số những cầu thủ săn bàn hàng đầu tại Serie A với 190 bàn thắng trong sự nghiệp. Ông là một cầu thủ chạy cánh có tốc độ, khả năng sáng tạo và kỹ thuật, đặc biệt là khả năng lừa bóng bằng cả hai chân. Ngoài việc thi đấu thành công ở cấp độ câu lạc bộ, ông còn là thành viên của đội tuyển bóng đá quốc gia Thụy Điển vào tới trận chung kết Giải vô địch bóng đá thế giới 1958 trên quê nhà. Kurt Hamrin được coi là một trong số những cầu thủ bóng đá Thụy Điển vĩ đại nhất mọi thời đại.

## Sự nghiệp
Ông bắt đầu chơi bóng cho câu lạc bộ AIK ở giải Thụy Điển trong hai mùa 1952-53. Năm 1956, ông gia nhập Juventus và có 23 trận trong mùa giải duy nhất khoác áo đội bóng. Tiếp sau đó, ông cũng chỉ gắn bó một mùa bóng với Padova với 20 bàn thắng ghi được trong 30 trận. Đến năm 1958, ông được Fiorentina mua về. Và tại đây, ông đã thi đấu dưới màu áo của đội bóng cho tới năm 1967 với tổng cộng 289 trận tại Serie A, ghi được 150 bàn thắng. Ông cùng với đội bóng hai lần đoạt Coppa Italia vào các năm 1961 và 1966. Hamrin được coi là một trong những cầu thủ vĩ đại nhất của Fiorentina. Năm 1967, ông gia nhập A.C. Milan và chơi tại đó hai mùa giải. Đáng chú ý nhất là việc ông ghi được cả hai bàn thắng trong trận chung kết Cúp châu Âu (Cúp C2) gặp Hamburger SV để giúp Milan vô địch, sau đó là cùng với đội bóng vô địch Cúp C1 châu Âu 1969. Đội bóng cuối cùng tại Serie A mà ông gia nhập là Napoli trước khi trở về quê hương thi đấu cho IFK Stockholm vào năm 1971. Sau đó một năm, ông tuyến bố treo giày.
Hamrin đã chơi 32 lần cho đội tuyển quốc gia Thụy Điển từ năm 1953 đến 1965, ghi được 17 bàn thắng. Bàn thắng đáng nhớ nhất của ông là trong trận gặp Tây Đức ở vòng bán kết của giải vô địch bóng đá thế giới năm 1958, đó là bàn nâng tỉ số lên thành 3–1 cho Thụy Điển, bảo đảm một suất trong trận chung kết gặp Brazil.
Sau khi giã từ sự nghiệp thi đấu, Hamrin chuyển đến Florence cùng gia đình, nơi mà ông vẫn đang sinh sống. Ông cũng từng làm người tuyển mộ nhân tài cho A.C. Milan từ năm 1998 đến 2008.
Ông qua đời vào ngày 4 tháng 2 năm 2024, thọ 89 tuổi. Ông là cầu thủ cuối cùng còn sống của cả hai đội Thụy Điển và Brazil tham dự chung kết World Cup 1958.

## Danh hiệu

### Club
ACF Fiorentina
- Coppa Italia: 1960–61, 1965–66
- Cúp C2: 1960–61
- Mitropa Cup (Cúp Trung Âu): 1966

A.C. Milan
- Serie A: 1967–68
- Cúp C1: 1968–69
- Cúp C2: 1967–68

### Quốc tế
Thụy Điển
- Giải vô địch bóng đá thế giới 1958: Á quân

### Cá nhân
- Vua phá lưới Allsvenskan: 1955
- FIFA XI: 1967[3]
- Giải thưởng Chủ tịch UEFA: 2014[4]
- Phòng danh dự của Fiorentina[5]
- Đội hình Fiorentina XI xuất sắc nhất mọi thời đại[6]
- Cầu thủ ghi nhiều bàn thắng nhất cho Fiorentina: 208 bàn[7]